# Moteur Série-O British Leyland
Le moteur Série-O est un moteur thermique automobile produit par British Leyland de 1978 à 1993.

## Historique et conception
Lancé par British Leyland en 1978 sur la Morris Marina phase 3 et la Leyland Princess, le moteur Série-O remplace le bloc Série-B 1,8 L hérité de la British Motor Corporation. Sa principale innovation par rapport à son prédécesseur est l'adoption d'un arbre à cames en tête (avec courroie de distribution) et d’une culasse en aluminium.
Le moteur existe en deux cylindrées de 1,7 L et 2,0 L et est initialement associé à un ou deux carburateurs. Ayant prouvé sa fiabilité dans ses premières années de carrière, son usage se répandit vite parmi les véhicules du groupe British Leyland : la Morris Ital en 1980, puis la Rover SD1 et l'Austin Ambassador en 1982.
En 1984, le moteur est retravaillé pour pouvoir équiper les versions haut de gamme des Austin Maestro et Montego (cylindrée de 2 litres). Sur ces deux modèles, il sera plus tard proposé avec l'injection, ainsi qu'en version à carburateur turbocompressée. En revanche, la version 1,7 L ne sera pas utilisée par le duo Maestro/Montego, qui dispose déjà du bloc 1,6 L Série-R (puis Série-S).
Le moteur est sorti en position longitudinale et transversale. Il faut noter que les blocs des deux variantes ne sont pas interchangeables : la fixation de la boîte est différente. En position transversale, le Série-O sera notamment adapté pour être accouplé à la boîte de vitesses manuelle Honda PG-1 ; avec cet ensemble, British Leyland renonce ainsi à son vieil usage de la boîte dans le carter, avec lubrification moteur-boîte commune, sur ses modèles traction. 
En 1987, British Leyland (rebaptisé Rover Group) équipe le Série-O 2 litres d'une culasse à 16 soupapes pour la Rover 800. Cette version prend le nom de Moteur série-M, type qui évoluera encore pour devenir, après de nouvelles modifications, le Série-T en 1992. 

## Performances
| Moteur     | Cylindrée         | Performance                   | Couple               |
| ---------- | ----------------- | ----------------------------- | -------------------- |
| BL Série-O | 1 994 cm3 (2,0 L) | 77 kW (105 ch) à 6 000 tr/min | ... N m à ... tr/min |
| BL Série-O | 1 994 cm3 (2,0 L) | 86 kW (117 ch)                |                      |
| BL Série-O | 1 994 cm3 (2,0 L) | 113 kW (154 ch)               |                      |

## Utilisation
Le moteur Série-O de British Leyland (BL) a été installé sur plusieurs modèles et de nombreuses variantes entre 1978 et 1993 :
- Morris Marina (1.7L), 1978-1980 ;
- Princess (1.7L et 2.0 L), 1978-1982 ;
- Morris Ital (1.7L de 1980 à 1984, et 2.0 en boîte automatique uniquement, 1980-1982) ;
- Austin Ambassador (1.7L et 2.0L), 1982-1984 ;
- l'Austin Maestro
  - Austin Maestro 2.0 (10/1984 - 1988) - carburateur - boîte de vitesses manuelle 4 Honda PG-1 (117 ch) ;
  - Rover Maestro 2.0 (1988 - 1991) - carburateur - boîte de vitesses manuelle 4 Honda PG-1 (117 ch) ;
  - MG Maestro 2.0 EFi / 2.0i (? - ?) - injection électronique - boîte de vitesse manuelle 4 BL (117 ch) ;
  - MG Maestro Turbo (10/1988 - 1991) - carburateur avec turbocompresseur - boîte de vitesse manuelle 4 BL (154 ch).

- l'Austin Montego
  - Austin Montego 2.0 (01/1984 - 1988) - carburateur - boîte de vitesses manuelle 4 Honda PG-1 (117 ch).
  - Rover Montego 2.0 (1988 - 12/1994) - carburateur - boîte de vitesses manuelle 4 Honda PG-1 (117 ch).
  - MG Montego 2.0 (01/1984 - 12/1994) - carburateur - boîte de vitesses manuelle 4 Honda PG-1 (117 ch).
- Rover 800 (2.0L, versions de base à 8 soupapes et carburateur ; officiellement rattaché à la famille des moteurs Série-M sous le nom de "M8" par souci d'harmonisation avec le reste de la gamme moteurs de la 800, mais en réalité un Série-O).